# Kurata Yasuharu
Kurata Yasuharu (sinh ngày 1 tháng 2 năm 1963) là một cầu thủ bóng đá người Nhật Bản.

## Đội tuyển bóng đá quốc gia Nhật Bản
Kurata Yasuharu thi đấu cho đội tuyển bóng đá quốc gia Nhật Bản từ năm 1986 đến 1987.

## Thống kê sự nghiệp
| Đội tuyển bóng đá Nhật Bản | Đội tuyển bóng đá Nhật Bản | Đội tuyển bóng đá Nhật Bản |
| Năm                        | Trận                       | Bàn                        |
| -------------------------- | -------------------------- | -------------------------- |
| 1986                       | 1                          | 0                          |
| 1987                       | 5                          | 0                          |
| Tổng cộng                  | 6                          | 0                          |